# Вибори до Європейського парламенту в Ірландії 2009
Вибори Європейського парламенту 2009 року в Ірландії були частиною загальних виборів 2009 року. Відбулися 5 червня 2009 року.

## Результати
| Партія               | Лідер        | Перше перевагу | %    | ±%   | Місця | ±  |
| -------------------- | ------------ | -------------- | ---- | ---- | ----- | -- |
| Фіне Гел             | Енда Кенні   | 532,889        | 29.1 | +1.3 | 4     | -1 |
| Фіанна Файл          | Брайан Коуен | 440,562        | 24.1 | -5.4 | 3     | -1 |
| Лейбористська партія | Імон Гілмор  | 254,669        | 13.9 | +3.4 | 3     | +2 |
| Соціалістична партія | Джо Хіггінс  | 50,510         | 2.7  | +1.4 | 1     | +1 |
| Шинн Фейн            | Джеррі Адамс | 205,613        | 11.2 | +0.1 | 0     | -1 |
| Libertas Ireland     | Деклан Ганлі | 99,709         | 5.4  | +5.4 | 0     | ±0 |
| Зелена партія        | Джон Горні   | 34,585         | 1.9  | -2.4 | 0     | ±0 |
| Безпартійні          | Безпартійні  | 210,776        | 11.5 | -4.0 | 1     | -1 |
| Всього               | Всього       | 1,829,313      | 100  | —    | 12    | -1 |